# Julius Ambros
Julius Ambros (13. dubna 1855 Hradčany-Kobeřice – 22. května 1925 Olomouc) byl advokát, autor odborných článků (např. o pozemkové reformě), spisovatel a mecenáš výtvarného umění. Část svého majetku vyhradil ve své závěti ke zřízení Galerie umění v Olomouci.

## Biografie
Narodil se v rodině mlynáře a po gymnáziu v Kroměříži absolvoval pražskou právnickou fakultu, na které byl také promován. Od roku 1887 působil jako advokát v Olomouci, podílel se na tamějším politickém a spolkovém životě. Po první světové válce se definitivně stáhl z veřejného života, co souviselo s jeho projevem loajality monarchii ze srpna 1914.

## Dílo
- Z malých kořenů : vzpomínky a úvahy z vývoje národního života v Olomouci, Olomouc : vlastní náklad, 1912 – memoárové dílo, 3 díly